# 陳燕翼
陳燕翼（1597年—1647年），字仲謀，號醒原，福建福州府侯官縣人，明朝、南明政治人物。

## 生平
天啟四年（1624年）甲子科福建鄉試第六十九名舉人，崇禎七年（1634年）甲戌科進士。通政司觀政，八年（1635年）授廣東程鄉縣知縣。性恬澹，抑暴恤弱，有古循吏風。建五忠祠及鐵漢樓，以示景仰往哲之意，受士民愛戴，稱為陳菩薩。十五年（1642年）升工科給事中，論劾開封府推官黃澍等冒賞，言詞憤切，幾陷不測，獲刑部尚書鄭三俊疏救。南明弘光元年（1645年）起為禮科右給事中，充琉球冊封使，未成行，清軍已攻陷南京，隆武年間任吏部右給事中。據南明史學者朱希祖考證，或為《思文大紀》作者。清初削髮為僧歸隱於侯官縣雪峰山，遷至連江縣馬鼻里廣化寺（現名月峰寺）築小居名曰報慈。留像於廣化寺中。

## 家族
曾祖陳元佑，嘉靖三十四年舉人，教授；祖父陳位，益王府典寶正；父陳應壽。